# Calcio Portogruaro-Summaga 2010-2011
Questa pagina raccoglie i dati riguardanti il Calcio Portogruaro-Summaga nelle competizioni ufficiali della stagione 2010-2011.

## Stagione
Il Portogruaro partecipa al campionato di Serie B 2010-2011, il primo della sua storia. L'obiettivo della squadra veneta è la salvezza. Il debutto stagionale avviene in Coppa Italia: davanti al proprio pubblico, il Portogruaro batte (2-1) il Südtirol in una gara giocata al Friuli. Positivo anche l'esordio in campionato, con una vittoria (2-0) sul Cittadella, partita alla quale fanno seguito altre 2 vittorie, 2 sconfitte e un pareggio. La squadra granata nel girone di andata raccoglie 18 punti, in ultima posizione, nel girone di ritorno fa un po' meglio con 22 punti, senza poter evitare la retrocessione con alcune giornate di anticipo, peraltro subendo solo sconfitte nelle ultime 5 gare, ed evitando l'ultimo posto. Retrocede con Piacenza, Triestina e Frosinone. Anche in Serie B Cristian Altinier si conferma il miglior realizzatore con 13 reti.

## Organigramma societario
Dal sito internet della società:
Area direttiva
- Presidente: Francesco Mio
- Vice Presidente: Giuseppe Mio

Area organizzativa
- Segretario generale: Pasquale Morlino

Area comunicazione
- Responsabile Marketing: Cristina Faido

Area tecnica
- Direttore sportivo: Cristian Bari
- Allenatore: Fabio Viviani, poi Andrea Agostinelli
- Vice-allenatore: Antonino Praticò, poi Luigi Danova
- Allenatore dei portieri: Pierluigi Brivio, poi David Dei
- Preparatore atletico: Daniel Perazzolo, poi Salvatore Sciuto

Area sanitaria
- Responsabile medico: Pietro Formentini
- Medico sociale: Nicola Forte
- Massaggiatori: Luigi Zanusso, Giorgio Cason

## Rosa
In corsivo i calciatori non facenti più parte della rosa, ma iscritti a referto durante la stagione.
| N. |                            | Ruolo | Calciatore         |
| -- | -------------------------- | ----- | ------------------ |
| 1  | Italia (bandiera)          | P     | Francesco Rossi    |
| 2  | Italia (bandiera)          | D     | Matteo Lanzoni     |
| 3  | Italia (bandiera)          | D     | Salvatore D'Elia   |
| 4  | Italia (bandiera)          | D     | Filippo Cristante  |
| 5  | Italia (bandiera)          | D     | Andrea Pisani      |
| 6  | Australia (bandiera)       | D     | Adrian Madaschi    |
| 7  | Rep. Dominicana (bandiera) | C     | Vinicio Espinal    |
| 8  | Italia (bandiera)          | C     | Daniele Mattielig  |
| 9  | Italia (bandiera)          | A     | Cristian Altinier  |
| 10 | Italia (bandiera)          | A     | Marco Cunico       |
| 11 | Italia (bandiera)          | C     | Francesco Scarpa   |
| 13 | Italia (bandiera)          | D     | Vittorio Gargiulo  |
| 14 | Brasile (bandiera)         | A     | Piá                |
| 18 | Italia (bandiera)          | A     | Simone Corazza     |
| 20 | Italia (bandiera)          | D     | Marco Esposito     |
| 21 | Uruguay (bandiera)         | C     | Nicolás Amodio     |
| 22 | Italia (bandiera)          | A     | Luca Scapuzzi      |
| 23 | Italia (bandiera)          | C     | Matteo Scozzarella |
| 26 | Italia (bandiera)          | D     | Ivan Franceschini  |

| N. |                    | Ruolo | Calciatore          |
| -- | ------------------ | ----- | ------------------- |
| 27 | Italia (bandiera)  | D     | Alessandro Cibocchi |
| 28 | Italia (bandiera)  | D     | Nicola Sartori      |
| 32 | Italia (bandiera)  | A     | Gianpiero Romano    |
| 33 | Italia (bandiera)  | C     | Emiliano Tarana     |
| 37 | Italia (bandiera)  | C     | Gabriele Puccio     |
| 43 | Italia (bandiera)  | P     | Alberto Marcato     |
| 55 | Italia (bandiera)  | D     | Davide Bianchi      |
| 56 | Italia (bandiera)  | D     | Denny Cardin        |
| 57 | Italia (bandiera)  | C     | Simone Daneluzzi    |
| 58 | Italia (bandiera)  | C     | Marco Cicuto        |
| 59 | Italia (bandiera)  | C     | Matteo Bolchi       |
| 63 | Italia (bandiera)  | P     | Andrea Bavena       |
| 79 | Italia (bandiera)  | P     | Claudio Furlan      |
| 80 | Italia (bandiera)  | C     | Eros Schiavon       |
| 88 | Albania (bandiera) | C     | Ledian Memushaj     |
| 89 | Italia (bandiera)  | A     | Riccardo Bocalon    |
| 92 | Italia (bandiera)  | A     | Mirko Giacobbe      |
| 99 | Italia (bandiera)  | A     | Federico Gerardi    |

## Calciomercato

### Sessione estiva(dall'1/7 all'1/9)
| Acquisti | Acquisti           | Acquisti        | Acquisti                         |
| R.       | Nome               | da              | Modalità                         |
| -------- | ------------------ | --------------- | -------------------------------- |
| P        | Andrea Bavena      | Inter           | comproprietà                     |
| D        | Davide Bianchi     | Padova          | definitivo                       |
| D        | Denny Cardin       | Atalanta        | rinnovo comproprietà             |
| D        | Filippo Cristante  |                 | svincolato                       |
| D        | Salvatore D'Elia   | Juventus        | comproprietà                     |
| D        | Matteo Lanzoni     | Sampdoria       | prestito con diritto di riscatto |
| D        | Andrea Pisani      | Juventus        | comproprietà                     |
| D        | Gabriele Puccio    | Inter           | comproprietà                     |
| D        | Nicola Sartori     | Inter           | definitivo                       |
| C        | Nicolás Amodio     | Napoli          | prestito                         |
| C        | Matteo Bolchi      | Padova          | definitivo                       |
| C        | Federico Chesi     | Vicenza         | definitivo                       |
| C        | Tobia Fusciello    | Atalanta        | definitivo                       |
| C        | Luigi De Cillis    | Virtus Lanciano | definitivo                       |
| C        | Mirko Giacobbe     | Sant'Arpino     | prestito                         |
| C        | Alberto Pignat     | Udinese         | prestito                         |
| C        | Davide Pinzin      | Chievo          | definitivo                       |
| C        | Stefano Pondaco    | Sampdoria       | definitivo                       |
| C        | Eros Schiavon      | SPAL            | definitivo                       |
| C        | Matteo Scozzarella | Atalanta        | rinnovo comproprietà             |
| C        | Emiliano Tarana    |                 | svincolato                       |
| A        | Cristian Altinier  | Mantova         | rinnovo comproprietà             |
| A        | Riccardo Bocalon   | Inter           | prestito                         |
| A        | Federico Gerardi   | Udinese         | prestito con diritto di riscatto |
| A        | Piá                | Napoli          | definitivo                       |

| Cessioni | Cessioni             | Cessioni  | Cessioni                         |
| R.       | Nome                 | a         | Modalità                         |
| -------- | -------------------- | --------- | -------------------------------- |
| D        | Umberto Gardella     | Ravenna   | definitivo                       |
| C        | Matias Claudio Cuffa | Padova    | definitivo                       |
| C        | Tobia Fusciello      | Ternana   | prestito                         |
| C        | Stefano Pondaco      | Lucchese  | prestito con diritto di riscatto |
| C        | Bruno Vicente        | Padova    | definitivo                       |
| A        | Giovanni Abate       | Mantova   | rinnovo comproprietà             |
| A        | Simone Corazza       | Valenzana | prestito                         |

### Sessione invernale(dal 3/1 al 31/1)
| Acquisti | Acquisti            | Acquisti   | Acquisti                         |
| R.       | Nome                | da         | Modalità                         |
| -------- | ------------------- | ---------- | -------------------------------- |
| P        | Claudio Furlan      | Campobasso | definitivo                       |
| D        | Michael Babuin      | Liventina  | definitivo                       |
| D        | Alessandro Cibocchi | svincolato | definitivo                       |
| D        | Marco Esposito      | CSKA Sofia | definitivo                       |
| D        | Ivan Franceschini   | svincolato | definitivo                       |
| C        | Ledian Memushaj     | Chievo     | prestito con diritto di riscatto |
| C        | Francesco Scarpa    | Taranto    | prestito                         |

| Cessioni | Cessioni         | Cessioni   | Cessioni              |
| R.       | Nome             | a          | Modalità              |
| -------- | ---------------- | ---------- | --------------------- |
| P        | Alberto Marcato  | Campobasso | definitivo            |
| C        | Gabriele Puccio  | Inter      | riscatto comproprietà |
| A        | Riccardo Bocalon | Inter      | fine prestito         |

## Risultati

### Serie B

#### Girone di andata
| Arbitro: | Giacomelli (Trieste) |

|                                     |           |  |
| Nocentini 43’ (aut.) Giacobbe 90+1’ | Marcatori |  |

| Arbitro: | Massa (Imperia) |

|                                            |           |              |
| Baclet 5’, 45+1’ Abbruscato 61’ Alemão 87’ | Marcatori | 20’ Altinier |

| Arbitro: | Ciampi (Roma) |

|             |           |  |
| Gerardi 13’ | Marcatori |  |

| Arbitro: | Cervellera (Taranto) |

|               |           |  |
| Santoruvo 47’ | Marcatori |  |

| Livorno 18 settembre 2010, ore 15:00 CEST 5ª giornata | Livorno      | 0 – 0 referto | Portogruaro-Summaga | Stadio Armando Picchi (4.299 spett.)\| Arbitro: \| Nasca (Bari) \| |
| Arbitro:                                              | Nasca (Bari) |               |                     |                                                                    |

| Arbitro: | Ostinelli (Como) |

|                        |           |           |
| Gerardi 36’ Cunico 90’ | Marcatori | 70’ Đurić |

| Arbitro: | Ciampi (Roma) |

|                                   |           |              |
| R. Bianchi 3’ Madaschi 48’ (aut.) | Marcatori | 57’ Altinier |

| Arbitro: | Doveri (Roma) |

|              |           |                                                 |
| Altinier 55’ | Marcatori | 8’, 24’, 43’, 81’ González 89’ (rig.) M. Rigoni |

| Arbitro: | Palazzino (Ciampino) |

|                                   |           |             |
| Guidone 2’ Soncin 19’, 81’ (rig.) | Marcatori | 13’ Gerardi |

| Arbitro: | Ruini (Reggio Emilia) |

|              |           |            |
| Altinier 78’ | Marcatori | 71’ Ebagua |

| Arbitro: | Cervellera (Taranto) |

|           |           |  |
| Torri 35’ | Marcatori |  |

| Portogruaro 30 ottobre 2010, ore 15:00 CET 12ª giornata | Portogruaro-Summaga            | 0 – 0 referto | Piacenza | Stadio Piergiovanni Mecchia (1.500 spett.)\| Arbitro: \| Corletto (Castelfranco Veneto) \| |
| Arbitro:                                                | Corletto (Castelfranco Veneto) |               |          |                                                                                            |

| Arbitro: | Massa (Imperia) |

|               |           |  |
| Missiroli 88’ | Marcatori |  |

| Arbitro: | Baracani (Firenze) |

|              |           |          |
| Altinier 63’ | Marcatori | 9’ Succi |

| Trieste 13 novembre 2010, ore 15:00 CET 15ª giornata | Triestina            | 0 – 0 referto | Portogruaro-Summaga | Stadio Nereo Rocco (4.645 spett.)\| Arbitro: \| N. Stefanini (Prato) \| |
| Arbitro:                                             | N. Stefanini (Prato) |               |                     |                                                                         |

| Arbitro: | Tommasi (Bassano del Grappa) |

|                   |           |                                                     |
| Cunico 68’ (rig.) | Marcatori | 14’ Terzi 24’ Mastronunzio 52’ Bolzoni 89’ Immobile |

| Arbitro: | Cervellera (Taranto) |

|                                           |           |                              |
| Soddimo 49’ Ariatti 60’ Cascione 65’, 70’ | Marcatori | 31’ (rig.) Cunico 37’ Tarana |

| Arbitro: | Ciampi (Roma) |

|                   |           |                         |
| Cunico 75’ (rig.) | Marcatori | 1’ Ruopolo 35’ Ceravolo |

| Arbitro: | Corletto (Castelfranco Veneto) |

|                      |           |                                        |
| Soriano 79’ Foti 88’ | Marcatori | 87’ Cunico 90’ Altinier 90+4’ Schiavon |

| Arbitro: | Bagalini (Fermo) |

|             |           |               |
| Gerardi 79’ | Marcatori | 73’ Mazzarani |

| Arbitro: | Palazzino (Ciampino) |

|                           |           |  |
| Ginestra 34’ Tedeschi 42’ | Marcatori |  |

#### Girone di ritorno
| Arbitro: | Cervellera (Taranto) |

|           |           |              |
| Nassi 20’ | Marcatori | 47’ Altinier |

| Arbitro: | Giancola (Vasto) |

|                 |           |  |
| Scozzarella 44’ | Marcatori |  |

| Arbitro: | Candussio (Cervignano del Friuli) |

|  |           |         |
|  | Marcatori | 59’ Piá |

| Arbitro: | Velotto (Grosseto) |

|  |           |                    |
|  | Marcatori | 81’ (rig.) De Maio |

| Arbitro: | Gallione (Alessandria) |

|                            |           |  |
| Cristante 59’ Altinier 76’ | Marcatori |  |

| Arbitro: | Pinzani (Empoli) |

|               |           |  |
| Mendicino 87’ | Marcatori |  |

| Arbitro: | N. Stefanini (Prato) |

|  |           |                |
|  | Marcatori | 20’ R. Bianchi |

| Novara 1º marzo 2011, ore 20:45 CET 29ª giornata | Novara          | 0 – 0 referto | Portogruaro-Summaga | Stadio Silvio Piola (3.673 spett.)\| Arbitro: \| Massa (Imperia) \| |
| Arbitro:                                         | Massa (Imperia) |               |                     |                                                                     |

| Arbitro: | Nasca (Bari) |

|                  |           |                |
| Scarpa 8’ (rig.) | Marcatori | 90+1’ Sforzini |

| Arbitro: | Giacomelli (Trieste) |

|           |           |  |
| Alemão 9’ | Marcatori |  |

| Arbitro: | Tozzi (Ostia Lido) |

|                                |           |            |
| Cunico 11’ (rig.) Altinier 63’ | Marcatori | 15’ Grossi |

| Arbitro: | Bagalini (Fermo) |

|            |           |                              |
| Guzmán 89’ | Marcatori | 45+2’ Cristante 80’ Altinier |

| Arbitro: | Massa (Imperia) |

|              |           |               |
| Altinier 72’ | Marcatori | 61’ Bonazzoli |

| Arbitro: | N. Stefanini (Prato) |

|                                               |           |            |
| Italiano 48’ (rig.) Trevisan 79’ De Paula 86’ | Marcatori | 18’ Tarana |

| Arbitro: | Massa (Imperia) |

|              |           |                      |
| Memushaj 47’ | Marcatori | 7’ Marchi 50’ Godeas |

| Arbitro: | Palazzino (Ciampino) |

|            |           |                          |
| Caputo 84’ | Marcatori | 89’ Gerardi 90+4’ Tarana |

| Arbitro: | Ostinelli (Como) |

|                |           |                        |
| Altinier 90+3’ | Marcatori | 9’ Soddimo 59’ Bonanni |

| Arbitro: | Cervellera (Taranto) |

|                                                       |           |              |
| Tiribocchi 31’, 82’ Bonaventura 41’ G. Delvecchio 79’ | Marcatori | 15’ Memushaj |

| Arbitro: | Doveri (Roma) |

|  |           |                    |
|  | Marcatori | 86’ (rig.) Coralli |

| Arbitro: | Pinzani (Empoli) |

|                                     |           |              |
| Greco 23’, 48’ (rig.) Mazzarani 60’ | Marcatori | 77’ Schiavon |

| Arbitro: | Ruini (Reggio Emilia) |

|                          |           |                                     |
| Gerardi 11’ Altinier 61’ | Marcatori | 15’ Matute 65’ Cutolo 90+2’ Curiale |

### Coppa Italia

#### Turni preliminari
| Arbitro: | Corletto (Castelfranco Veneto) |

|                         |           |           |
| Altinier 77’ Cunico 85’ | Marcatori | 13’ Campo |

| Arbitro: | Giannoccaro (Lecce) |

|                                            |           |  |
| Álvaro González 8’ Kozák 35’ Bresciano 55’ | Marcatori |  |

## Statistiche

### Statistiche di squadra
Aggiornato al 24 marzo 2012
| Campionato   | 40 | 42 | 10 | 10 | 22 | 39 | 63 |
| Coppa Italia |    | 2  | 1  | 0  | 1  | 2  | 5  |